# Amaranthus tamariscinus
Amaranthus tamariscinus är en amarantväxtart som beskrevs av Thomas Nuttall. Amaranthus tamariscinus ingår i släktet amaranter, och familjen amarantväxter. Inga underarter finns listade i Catalogue of Life.